# 飯野山
飯野山（いいのやま）是位在香川縣的山。標高421公尺，位在丸龜市和坂出市境。別名讚岐富士（さぬきふじ），讚岐七富士、新日本百名山之一。

## 關連項目
- 青之山
- 鄉土富士
- 富士山
- 飯神社
- 新日本百名山

## 外部連結
- 丸龜市觀光協會 飯野山 （页面存档备份，存于）